# 리만 사상 정리
복소해석학에서 리만 사상 정리(Riemann寫像定理, 영어: Riemann mapping theorem)는 복소평면의 구멍이 없는 두 부분집합은 항상 쌍정칙 함수를 통해 동형이라는 정리다.

## 정의
리만 사상 정리에 따르면, 임의의 두 연결 단일 연결 열린 진부분집합 {\displaystyle U,U'\subsetneq \mathbb {C} } 사이에, 다음 성질들을 만족시키는 정칙함수 {\displaystyle \phi \colon U\to U'}이 존재한다.
- {\displaystyle \phi }는 전단사 함수이다.
- {\displaystyle \phi ^{-1}\colon U'\to U} 역시 정칙함수이다.

열린 집합은 기하학적으로 매우 복잡한 형태를 할 수 있다. 예를 들어, 심지어 {\displaystyle U}의 경계가 프랙털이어도 리만 사상 정리가 여전히 성립한다.

### 조건의 필요성
리만 사상 정리에서 등장하는 집합들은 단일 연결 복소 1차원 리만 곡면이다. 이 두 조건 가운데 하나를 생략하면 더 이상 리만 사상 정리는 성립하지 않는다.
- 복소평면의 하나의 구멍을 가진 열린집합 {\displaystyle U\subset \mathbb {C} }은 항상 {\displaystyle \mathbb {C} \setminus \{0\}} 또는 어떤 실수 {\displaystyle 0\leq r<1}에 대한 {\displaystyle \{z\colon r<|z|<1\}}와 쌍정칙함수에 대하여 동형이다. 그러나 이들 사이에는 쌍정칙 함수가 존재하지 않는다.
- 고차원의 경우, 등각 사상은 매우 드물며, 사실상 뫼비우스 변환밖에 없다.

## 스케치 증명
U에서 점 z 0 가 주어 졌을 때 우리는 U를 단위 디스크에 그리고 z 0에서 0으로 매핑하는 함수 f를 만든다.이 스케치에서 우리는 U 가 경계 지어졌고 그 경계가 Riemann 이라고 할 수 있다.
{\displaystyle f(z)=(z-z_{0})e^{g(z)}}
여기서 g = u + iv는 실수 부 u 와 허수 부 v를 갖는 결정될 형태 함수이다. 그렇다면 z 0 가 f 의 유일한 0이라는 것은 명백하다. 우리는 | f ( z ) | = 1에 대해 z ∈ ∂ U 이므로, 우리는
경계에. u는 홀형 함수의 실제 부분이므로 u는 반드시 고조파 함수 라는 것을 알고 있다. 즉, 그것은 라플라스 방정식을 만족시킨다.
그런 다음 질문이 생긴다. 모든 U에 정의되고 주어진 경계 조건을 갖는 실수 값 하모닉 함수 u 가 존재합니까? 긍정적 인 답변은 디리클렛 원리에 의해 제공된다. 일단 u 의 존재가 확립되면, 정형 함수 g에 대한 Cauchy-Riemann 방정식 은 우리가 v를 찾을 수있게 해준다. (이 주장은 U 가 단순히 연결되어 있다는 가정에 의존한다.) 일단 u 와 v 가 만들어지면 결과 함수 f 가 실제로 필요한 모든 속성을 가지고 있는지 확인해야 한다.

## 역사
1851년에 베른하르트 리만이 박사 학위 논문에서, {\displaystyle \partial U,\partial U'}이 조각마다 매끄럽다는 가정 아래 이 정리를 증명하였다. 이 증명에서 리만은 디리클레 원리를 사용하였는데, 당시 이 원리는 "당연히" 옳다고 여겨졌다. 그러나 이후 카를 바이어슈트라스가 디리클레의 원리가 특수한 경우 성립하지 않는다는 반례를 제시하였고, 이후 다비트 힐베르트는 경계가 조각마다 매끄럽다는 가정 아래, 리만의 원래 증명에서 사용되는 형태의 디리클레의 원리가 옳다는 것을 보였다.
1912년에 콘스탄티노스 카라테오도리가 경계에 대한 아무런 추가 조건 없이 리만 사상 정리를 증명하였다. 이후 1922년에 리스 프리제시와 페예르 리포트(헝가리어: Fejér Lipót)가 카라테오도리의 증명보다 더 간단한 증명을 발표하였다.